# Llicència de programari lliure
Una llicència de programari lliure és un avís que concedeix al destinatari d'un programari amplis drets per modificar i redistribuir aquest programari. Aquestes accions solen estar prohibides per la llei de drets d'autor, però el titular dels drets (normalment l'autor) d'una peça de programari pot eliminar aquestes restriccions acompanyant el programari d'una llicència de programari que atorgui aquests drets al destinatari. El programari que utilitza aquesta llicència és programari lliure (o programari lliure i de codi obert) tal com el concedeix el titular dels drets d'autor. Les llicències de programari lliure s'apliquen al programari en codi font i també en forma de codi objecte binari, ja que la llei de drets d'autor reconeix ambdues formes.

## Comparació
Tipus de llicències de programari i llicències similars. Les columnes destacades són programari lliure.
|                          | Llicència no comercial | Llicències de programari permissives                                                                     | Copyleft                                  | Llicència no comercial                                                  |
| Descripció               | Atorga tots els drets  | Atorga drets d'ús, inclòs el dret de rellicència (permet la propietat, la compatibilitat de llicències ) | Atorga drets d'ús, prohibeix la propietat | Atorga drets només per a ús no comercial. Es pot combinar amb copyleft. |
| Programari               | Sense llicència        | MIT, Apache, MPL                                                                                         | GPL, AGPL                                 | JRL, AFPL                                                               |
| Altres treballs creatius | PD, CC0                | CC BY | CC BY-SA                                  | CC BY-NC                                                                |

Les llicències de programari gratuït proporcionen una mitigació de riscos contra diferents amenaces legals o comportaments que els desenvolupadors consideren potencialment nocius.

## Història

### Abans dels vuitanta
En els primers temps del programari, compartir programari i codi font era habitual en certes comunitats, com ara les institucions acadèmiques. Abans que la Comissió dels EUA sobre nous usos tecnològics d'obres amb drets d'autor (CONTU) decidís l'any 1974 que "els programes d'ordinador, en la mesura que encarnen la creació original d'un autor, són objecte de drets d'autor", el programari no es considerava autoritzat. Per tant, el programari no tenia llicències adjuntes i es compartia com a programari de domini públic. La decisió CONTU més decisions judicials com Apple contra Franklin l'any 1983 pel que fa al codi objecte, van aclarir que la Llei de drets d'autor donava als programes d'ordinador l'estatus de drets d'autor de les obres literàries i va iniciar la concessió de llicències de programari.
Les llicències de programari lliure abans de finals de la dècada de 1980 eren generalment avisos informals escrits pels mateixos desenvolupadors. Aquestes primeres llicències eren del tipus "permisiu".

### Dècada del 1980
A mitjans de la dècada de 1980, el projecte GNU va produir llicències de programari lliure copyleft per a cadascun dels seus paquets de programari. Una primera llicència d'aquest tipus (el "Avís de permís de còpia de GNU Emacs") es va utilitzar per a GNU Emacs el 1985, que va ser revisada a la "Llicència pública general GNU Emacs" a finals de 1985, i es va aclarir el març de 1987 i el febrer de 1988. De la mateixa manera, la llicència pública general GCC similar es va aplicar a la col·lecció de compiladors GNU, que es va publicar inicialment el 1987. La llicència BSD original també és una de les primeres llicències de programari lliure, que data de 1988. El 1989, versió 1 de la GNU General Public License (GPL) es va publicar. Versió 2 de la GPL, publicada el 1991, es va convertir en la llicència de programari lliure més utilitzada.

### Dècada de 1990 a 2000
A partir de mitjans de la dècada de 1990 i fins a mitjans de la dècada de 2000, el moviment de codi obert va impulsar i centrar la idea de programari lliure cap endavant en la percepció més àmplia del públic i de les empreses. En l'època de la bombolla de les punt-com, el pas de Netscape Communications per llançar el seu navegador web sota una llicència FOSS el 1998, va inspirar moltes altres empreses a adaptar-se a l'ecosistema FOSS. En aquesta tendència, les empreses i els nous projectes (Mozilla, Apache Foundation i Sun, vegeu també aquesta llista) van escriure les seves pròpies llicències FOSS, o adaptar les llicències existents. Aquesta proliferació de llicències es va reconèixer més tard com un problema per a l'ecosistema lliure i de codi obert a causa de l'augment de la complexitat de les consideracions de compatibilitat de llicències. Tot i que la creació de noves llicències es va alentir més tard, la proliferació de llicències i el seu impacte es consideren un repte seriós en curs per a l'ecosistema lliure i de codi obert.

### Anys 2010
El 2011, quatre anys després del llançament de la GPLv3, el 6,5% de tots els projectes amb llicència de codi obert eren GPLv3 mentre que el 42,5% encara eren GPLv2 segons dades de Black Duck Software. Després de l'any 2011, l'analista de 451 Group, Matthew Aslett, va argumentar en una publicació al bloc que les llicències de copyleft van caure en declivi i les llicències permissives van augmentar, segons les estadístiques de Black Duck Software.

## Definicions

### Llicències de codi obert aprovades per OSI
El grup Open Source Initiative (OSI) defineix i manté una llista de llicències de codi obert aprovades. L'OSI està d'acord amb la FSF en totes les llicències de programari lliure àmpliament utilitzades, però difereixen de la llista de la FSF, ja que aprova la definició de codi obert en lloc de la definició de programari lliure. Considera que el grup de llicències permissives de programari lliure és una implementació de referència d'una llicència de programari lliure. Per tant, els seus requisits per aprovar les llicències són diferents.

### Llicències de programari gratuït aprovades per la FSF
La Free Software Foundation, el grup que manté la Free Software Definition, manté una llista no exhaustiva de llicències de programari lliure.
La Free Software Foundation prefereix llicències de programari lliure copyleft (compartir igual) en lloc de llicències permissives de programari lliure per a la majoria de propòsits. La seva llista distingeix entre llicències de programari lliure compatibles o incompatibles amb la Llicència Pública General GNU de copyleft de la FSF.

### Condicions en llicències de programari lliure
Hi ha un debat en curs dins de la comunitat de programari lliure sobre la línia fina entre quines restriccions es poden aplicar i encara s'anomena "lliure".
Només el "programari de domini públic" i el programari sota una llicència semblant a un domini públic estan lliures de restriccions. Exemples de llicències de domini públic són, per exemple, la WTFPL i la llicència CC0. Les llicències permissives poden comportar petites obligacions com l'atribució de l'autor, però permeten pràcticament tots els casos d'ús del codi. Algunes llicències, és a dir, les llicències copyleft, inclouen restriccions intencionadament més fortes (especialment a la distribució/distribuïdor) per obligar els projectes derivats a garantir drets específics que no es poden retirar.

### Copyleft
Les llicències d'ús compartit de programari lliure escrites per Richard Stallman a mitjans de la dècada de 1980 van ser pioners en un concepte conegut com a "copyleft". Les disposicions de copyleft posteriors deien que quan es distribueixen versions modificades de programari lliure, s'han de distribuir sota els mateixos termes que el programari original. Per tant, s'anomenen "comparteix i comparteix igual " o " quid pro quo ". Això fa que el nou programari sigui també de codi obert. Com que el copyleft assegura que les generacions posteriors del programari atorguen la llibertat de modificar el codi, aquest és "programari lliure". Les llicències sense copyleft no garanteixen que les generacions posteriors del programari romandran lliures.

## Problemes pràctics amb les llicències

### Compatibilitat amb llicències

Compatibilitat de llicències entre llicències de programari FOSS comunes segons David A. Wheeler (2007): les fletxes vectorials denoten una compatibilitat unidireccional, per tant, millor compatibilitat a la part esquerra ("llicències permissives") que a la dreta ("llicències copyleft").

Les llicències de paquets de programari que contenen requisits contradictoris fan impossible combinar el codi font d'aquests paquets per crear nous paquets de programari. La compatibilitat de llicències entre una llicència copyleft i una altra llicència sovint és només una compatibilitat unidireccional. Aquesta característica de "compatibilitat unidireccional" és, per exemple, criticada per la Fundació Apache, que proporciona la llicència Apache més permissiva que no té aquesta característica. Les llicències sense copyleft, com ara les llicències permissives FOSS, tenen una interacció de llicència menys complicada i normalment mostren una millor compatibilitat amb les llicències. Per exemple, si una llicència diu "les versions modificades han d'esmentar els desenvolupadors en qualsevol material publicitari", i una altra llicència diu "les versions modificades no poden contenir requisits d'atribució addicionals", aleshores, si algú combinava un paquet de programari que utilitza una llicència amb un paquet de programari que utilitza l'altra, seria impossible distribuir la combinació perquè aquests requisits contradictoris no es poden complir simultàniament. Per tant, aquests dos paquets serien incompatibles amb la llicència. Quan es tracta de llicències de programari copyleft, no són intrínsecament compatibles amb altres llicències copyleft, fins i tot la GPLv2, per si mateixa, no és compatible amb la GPLv3.

## Quota de mercat
Tot i que històricament la llicència FOSS més utilitzada ha estat la GPLv2, l'any 2015, segons Black Duck Software la permissiva llicència MIT va destronar la GPLv2 al segon lloc mentre que la permissiva Apache License segueix en tercer lloc. Un estudi del 2012, que utilitzava dades disponibles públicament, va criticar Black Duck Software per no publicar la seva metodologia utilitzada per recopilar estadístiques. Daniel German, professor del Departament d'Informàtica de la Universitat de Victòria al Canadà, va presentar una xerrada el 2013 sobre els reptes metodològics per determinar quines són les llicències de programari lliure més utilitzades, i va mostrar com no podia replicar el resultat de Black Duck Software.
Un estudi de GitHub el 2015 sobre les seves dades estadístiques va trobar que la llicència MIT era la llicència FOSS més destacada d'aquesta plataforma.
El juny de 2016, una anàlisi dels paquets del projecte Fedora va mostrar com a llicències més utilitzades la família GPL, seguida de MIT, BSD, la família LGP, Artistic (per a paquets Perl), LPPL (per a paquets texlive) i ASL. La GNU GPLv2+ va ser la llicència més popular.